# استاویسکی (فیلم ۱۹۷۴)
استاویسکی (به فرانسوی: Stavisky) یک فیلم سینمایی درام بیوگرافی فرانسوی محصول سال ۱۹۷۴ که بر اساس زندگی سرمایه‌دار و اختلاسگر الکساندر استاویسکی و شرایط منجر به مرگ مرموز او در سال ۱۹۳۴ ساخته شده‌است. این آدم باعث ایجاد یک رسوایی سیاسی معروف به ماجرای استاویسکی شد که منجر به شورش‌های مهلکی در پاریس، استعفای دو نخست‌وزیر و تغییر دولت شد. این فیلم به کارگردانی آلن رنه و بازی ژان-پل بلموندو در نقش استاویسکی و انی دوپره در نقش همسرش آرلت حضور داشتند. استیون سوندهایم نیز موسیقی فیلم را ساخت.

## داستان
ژوییه سال ۱۹۳۳ در روزی که تقاضای پناهندگی سیاسی «تروتسکی» به فرانسه پذیرفته می‌شود، «سرژ الکساندر» (بلموندو) یهودی روسی تباری که به «ساشا استاویسکی» مشهور است، در پاریس کارهای متفاوت و مرموزی انجام می‌دهد.

## تولید
فیلمبرداری در مکان‌های اطراف پاریس و در بیاریتس در پاییز ۱۹۷۳ انجام شد.